# Przejście graniczne Erez
Przejście graniczne Erez (ang. Erez Crossing; hebr. ‏מעבר ארז‎) – to międzynarodowe izraelsko-palestyńskie drogowe przejście graniczne, położone na granicy z północną częścią Strefy Gazy. Jest częścią dawnego kompleksu strefy przemysłowej Erez, która została ewakuowana w 2005 razem z ewakuacją żydowskich osiedli ze Strefy Gazy. W jego bezpośrednim sąsiedztwie znajduje się kibuc Erez.

## Informacje podstawowe
Przejście jest obecnie udostępnione jedynie dla ograniczonej liczby arabskich mieszkańców Autonomii Palestyńskiej, obywateli Egiptu i urzędników międzynarodowych organizacji humanitarnych. Prywatne pojazdy nie mogą przejeżdżać przez to przejście graniczne. Na przejściu obowiązują surowe przepisy bezpieczeństwa, związane z licznymi zamachami terrorystycznymi dokonywanymi w tym miejscu.
Izraelskie służby bezpieczeństwa odradzają wszystkim zagranicznym turystom odwiedzanie Strefy Gazy, która znajduje się pod kontrolą palestyńskiej organizacji Hamas. W okresach niepokojów rząd Izraela wydaje polecenie zamknięcia wszystkich przejść granicznych ze Strefą Gazy i obszar ten może być wówczas uznany za strefę prowadzonych działań wojskowych. Osoby pozostające na tym obszarze ryzykują porwanie, aresztowanie albo urazy i śmierć.

## Ataki terrorystyczne na przejście
Przejście było celem licznych ataków terrorystycznych przeprowadzanych przez palestyńskie organizacje terrorystyczne. Oto niektóre z nich:
- 14 września 2001: terrorysta rzucił pięć granatów ręcznych w budynek izraelskich służb granicznych, raniąc 2 policjantów.
- 26 listopada 2001: palestyński terrorysta-samobójca z Hamasu wysadził się na przejściu granicznym Erez. Rannych zostało 2 izraelskich żołnierzy. Przejście ostrzelano także z moździerza.
- 11 grudnia 2001: przejście ostrzelano z moździerza.
- 25 stycznia 2002: przejście ostrzelano z moździerza.
- 2 lutego 2002: przejście ostrzelano z moździerza.
- 12 kwietnia 2002: terrorysta z Islamskiego Dżihadu rzucił granaty ręczne i otworzył ogień z broni maszynowej na przejściu granicznym Erez. Zginął 1 izraelski żołnierz i 2 Palestyńczyków, rannych zostało 4 Izraelczyków i 3 Palestyńczyków.
- 21 czerwca 2002: terrorysta rzucił granaty i otworzył ogień z broni maszynowej na przejściu Erez. Zginęło 2 palestyńskich robotników.
- 11 listopada 2002: terrorysta-samobójca wysadził się na przejściu Erez.
- 8 czerwca 2003: trzech palestyńskich terrorystów z Hamasu wdarło się na przejście graniczne Erez. Terroryści rzucili granaty ręczne i otworzyli ogień z broni maszynowej. Zginęło 4 izraelskich żołnierzy, a 4 żołnierzy zostało rannych. Napastnicy byli przebrani w mundury izraelskiej armii.
- 14 stycznia 2004: terrorystka-samobójczyni z Hamasu wysadziła się na przejściu granicznym Erez. Zginęło 4 Izraelczyków (w tym 3 żołnierzy), a 12 osób zostało rannych.
- 6 marca 2004: trzech terrorystów-samobójców z Hamasu i Islamskiego Dżihadu przeprowadziło atak na przejście graniczne Erez. Jeden z zamachowców wysadził się w samochodzie-pułapce przemalowanym na izraelskiego wojskowego jeepa. Pozostali zamachowcy rzucili granaty i otworzyli ogień z broni maszynowej. Zginęło 2 palestyńskich policjantów, a 20 osób zostało rannych.
- 17 kwietnia 2004: terrorysta-samobójca z Hamasu wysadził się na przejściu granicznym Erez. Rannych zostało 4 Izraelczyków (w tym 2 żołnierzy).
- 31 sierpnia 2004: izraelscy żołnierze udaremnili samobójczy zamach, zatrzymując i rozbrajając niedoszłego zamachowca, który miał materiały wybuchowe ukryte w specjalnie przygotowanych majtkach.
- 31 sierpnia 2004: na przejście spadła rakieta Kassam.
- 4 stycznia 2005: terrorysta usiłował wedrzeć się na teren przejścia granicznego, rzucając granaty i strzelając z broni maszynowej. Napastnik został zastrzelony przez ochronę.
- 20 czerwca 2005: izraelscy żołnierze udaremnili samobójczy zamach, zatrzymując i rozbrajając niedoszłą terrorystkę, która miała materiały wybuchowe ukryte w specjalnie przygotowanej bieliźnie[2].
- 22 maja 2008: terrorysta-samobójca z Islamskiego Dżihadu wysadził się w samochodzie-pułapce (4 tony materiałów wybuchowych) na przejściu granicznym Eretz. Jedyną ofiarą był zamachowiec[3].

## Komunikacja
Z przejścia granicznego wychodzi w kierunku północnym droga ekspresowa nr 4  (Erez-Kefar Rosz ha-Nikra). Do Porozumienia z Oslo w 1993 droga przebiegała przez Strefę Gazy do przejścia granicznego Rafah z Egiptem.